# Łęguty
Łęguty (Duits: Langgut) is een plaats in het Poolse district  Olsztyński, woiwodschap Ermland-Mazurië. De plaats maakt deel uit van de gemeente Gietrzwałd en telt 261 inwoners.